# Paul Rhys
Paul Rhys, född 19 december 1963 i Neath i Glamorgan, är en walesisk skådespelare. Rhys har bland annat spelat Vincent van Goghs yngre bror Theo van Gogh i Robert Altmans Vincent & Theo (1990) och Charlie Chaplins äldre bror Sydney Chaplin i Richard Attenboroughs Chaplin (1992).

## Filmografi
- 1986 – Little Dorrit
- 1987 – Lejonhjärta
- 1988 – Tumbledown
- 1990 – Vincent & Theo
- 1992 – Chaplin
- 2000 – Anna Karenina (TV-serie)
- 2001 – From Hell
- 2005 – Hellraiser 7: Deader
- 2005 – Timewatch
- 2008 - Agatha Christie's Poirot (TV-serie)
- 2008 – Spooks (TV-serie)
- 2010 – Being Human (TV-serie)
- 2010 – Luther (TV-serie)
- 2010 - Agatha Christie's Marple (TV-serie)
- 2011 – Murdoch Mysteries (TV-serie)
- 2013-2014 - Borgia (TV-serie)
- 2013–2015 – Da Vinci's Demons (TV-serie)
- 2016 – Victoria (TV-serie)
- 2017 – Rellik (TV-serie)